# Camí del Marcet

El Camí del Marcet, respecte de Granera

El Camí del Marcet és una pista rural del terme municipal de Granera, a la comarca del Moianès.
El camí arrenca de la carretera BV-1245 50 metres a llevant del Pont del Marcet, des d'on surt cap al sud, enfilant-se pel vessant de la dreta del torrent de les Tutes cap al sud-est. Ressegueix quasi tota la vall d'aquest torrent, fins que a prop de la capçalera, el camí travessa el torrent i passa a la seva banda esquerra. Aleshores torna a recórrer tota la vall, cap al nord-est, travessant tota la Baga del Marcet pel vessant nord-est de la Carena del Marcet. Travessa les Rovires, i fa la volta a l'extrem nord-oest de la Carena del Marcet, per girar cap al sud-oest i arriba a la Fàbrica del Marcet al cap de poc.